# Lockhart, Texas
Lockhart là một thành phố thuộc quận Caldwell, tiểu bang Texas, Hoa Kỳ. Năm 2010, dân số của xã này là 12698 người.